# Iogue

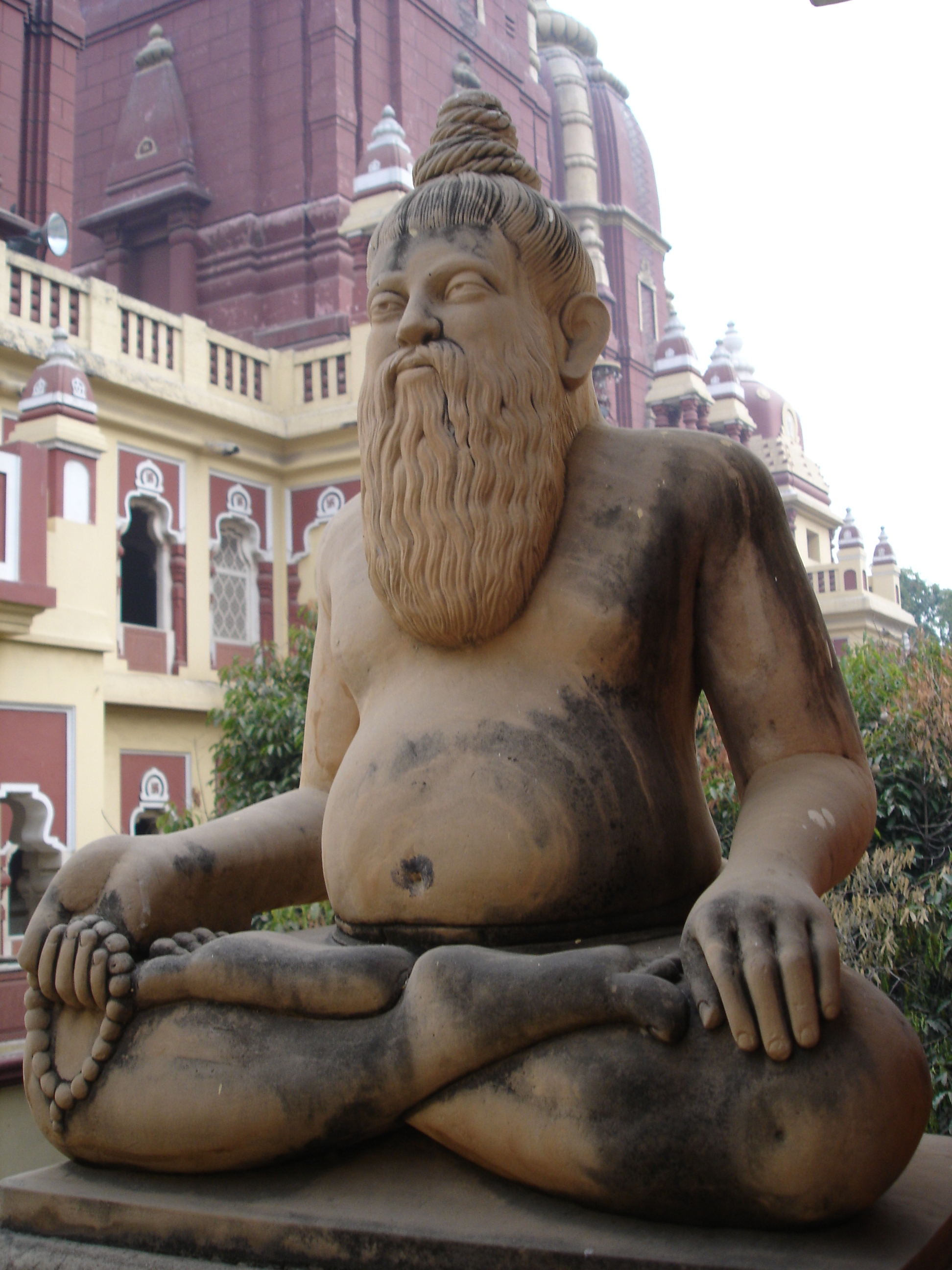
Escultura de um iogue Hindu em Birla Mandir, Déli

Um iogue, ioguim, yogi ou yogin (em Sânscrito: योगी yogini é uma forma feminina para o termo) é um termo que caracteriza os praticantes de ioga. A palavra "ioga" em si - oriunda da raiz sânscrita yuj ("unir") - é normalmente traduzida como "união" ou "integração" e pode ser entendida como a união com o Divino, ou integração do corpo, mente, e alma.
Pelo quarto caminho ensinado por Gurdjieff, a palavra yogi é usada para denotar especificamente um caminho de evolução mental, comparado com a palavra faquir (a quem Gurdjieff usou para desenvolver um caminho do físico) e monge (que é usada para o desenvolvimento emocional).[carece de fontes?]
No português contemporâneo, yogin é um forma alternativa para a palavra yogi, um ser humano que pratica a ioga, normalmente no seu sentido mais autentico é aquele que se pauta por um conjunto de disciplinas físicas e mentais com a intenção de atingir moksha (liberação). Ambas as palavras tendem a conjugar uma imagem de um Indiano, asceta, despido e com cabelos longos, no ocidente, estas palavras eram frequentemente usadas para descrever monges Budistas ou qualquer pessoa que estivesse praticando a meditação. Yogins ou yogis neste sentido não são necessariamente iluminados como a definição na enciclopédia Nuttall sugere.
Entre os hindus, um iogue é aquele que atingiu o ioga, aquele a quem nada perecível tem poder, para aquele que as leis de natureza não existem mais, que foi emancipado desta vida, de modo que mesmo a morte não adicione nada a seu entase, ele que atingiu a libertação final ou Nirvana", como os Budistas dizem.[carece de fontes?]

## Instrutor de ioga
A prática do ioga (ou yôga) no ocidente, principalmente, depende de instrutores formados em  cursos de formação de Instrutores com certificado e regulamentação profissional em órgãos específicos. Diferindo do mundo oriental por não constituir-se na relação ensino - aprendizagem, apenas como uma relação mestre - discípulo, fundamentada no hinduísmo ou nas diversas escolas de interpretação distinta do conhecimento védico tradicional.
A regulamentação no Brasil é um processo que vem sendo associado à formação de terapeutas e de professores de educação física especializados, como referido, embora já tenha havido a "Carteira de Instrutor de Ioga", expedida na década de 60 pela extinta Secretaria de Educação do Estado da Guanabara.

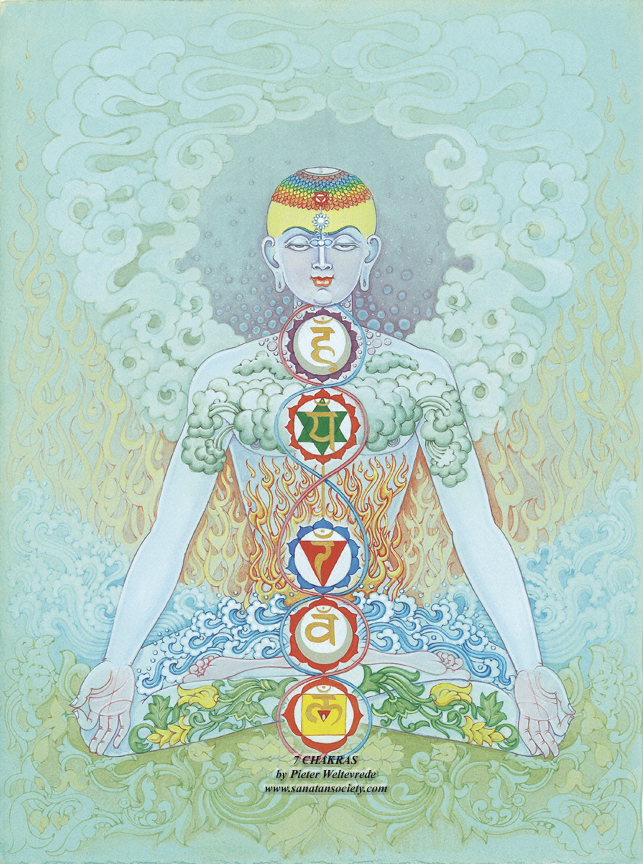
Os sete principais chacras do corpo.

É consensual a afirmação de que a ioga não é nenhum tipo de ginástica nem modalidade alguma de educação física, compreende técnicas corporais, bioenergéticas, emocionais, mentais,  Utiliza-se cerca de 50 exercícios respiratórios (pranaiamas) sendo que alguns que não podem sequer ser ensinados por livros e são considerados secretos, apreendidos em ritos de iniciação associados ao domínio da meditação, controle mental – emocional e ao despertar de paranormalidades. A ioga é uma forma de terapia associado à medicina Aiurveda.